# Central Wappo
Central Wappo  (Mutistul), jedna od nekoliko dijalektalnih skupina Wappo Indijanaca iz Kalifornije u kraju oko Calistoge u istočnom dijelu okruga Sonoma i dolini Knights Valley. 
Swanton poimence navodi pet njihovih sela: Maiyakama, južno od Calistoga; Mêlka'wa-hotsa-noma, na Middletown-Driver; Mutistul, between the Napa River and Russian River, točnije u Knights Valleyu; Nihlektsonoma, sjeverno od Calistoga; i Tselmenan, sjeverno od Calistoga. Po selu Mutistul, cijela skupina se naziva i Mutistul.
Druge dvije glavne Wappo skupine su sjeverni ili Mishewal Wappo (Warrior People) u Alexander Valley i jugu okruga Lake; Mayakmah Wappo (Water Going Out Place) u dolinama Napa i Sonoma Valleys.